# オゴニ民族生存運動
オゴニ民族生存運動（おごに みんぞくせいぞんうんどう、Movement for the Survival of the Ogoni People, MOSOP）はニジェール・デルタの先住民の一つであるオゴニの民族的及び環境に関する権利を代表する社会運動である。その主な批判対象はナイジェリア政府とオゴニ地域で操業してきたロイヤル・ダッチ・シェルである。MOSOPはオゴニ民族全国青年評議会 (NYCOP)、オゴニ女性協会連盟の様な部門別の組織からの参加者が多い。

## 活動
MOSOPはオゴニ地域で操業するシェル・ナイジェリアによる環境汚染に抗議する闘争を続けている。指導者のグッドラック・ディイグボはジャーナリストでNYCOP議長であり、ケン・サロ＝ウィワは作家で、当時アフリカ少数民族（先住民）権利機構 (EMIROAF) の代表を務めていた。サロ＝ウィワは10の目標の内の7つを書き上げた。サロ＝ウィワはMOSOPを初代代表のギャリック・バリー・レトン博士やE・N・コバニ首長などオゴニの教育を受けたエリートや首長らも巻込んだ運動として行うつもりであった。また関係の深いエレメとも共同するつもりであったが決裂している。MOSOPは1990年8月26日にボリで開かれた全オゴニ人会議で「オゴニ権利章典」（オゴニ人権宣言）を採択して発足し、10月に連邦政府に送付した。その中でオゴニをナイジェリア連邦とは別個の明瞭な民族集団であると自己規定し、自治と汚染の原状回復、石油生産による利益に対するロイヤリティの支払い、言語などに関する文化的権利などを要求した。近くの別の先住民エチェが多数殺害されたことでオゴニにも注目が集まった。
1992年にはMOSOPは代表なき国家民族機構（UNPO）に参加し、国際連合人権委員会の先住民族問題作業部会の会合に参加した。12月3日にはシェル・シェブロン・ナイジェリア国営石油会社に対し補償金と合わせて100億米ドルに上る請求書を送付した。1993年1月4日第1回「オゴニ・デイ」で30万人による抗議デモを行った。1993年4月30日パイプラインからの石油漏出を契機に住民が殺害され、抗議した住民がウィルブロス社員を殺害する事件も起きた。イブラヒム・ババンギダ政権はこれに対し軍の派遣などで応じ、サロ＝ウィワら指導層は度々逮捕された。ババンギダに代わって選挙で選ばれたモシュード・アビオラの代わりに暫定大統領に据えられたアーネスト・ショネカンから政権を奪ったサニ・アバチャは、シェルの圧力を受け1994年5月21日に兵士と武装警官がオゴニの村を襲った。リバーズ州の軍政知事のダウダ・コモ中佐は「MOSOP分子の無責任で向こう見ずな暴力」であるとしてその日何者かに殺害されたコバニらオゴニの保守的な首長4人に対する虚偽の殺人の罪をサロ＝ウィワらに被せた。またオゴニ占領を指揮したリバーズ州治安部隊のポール・オクンティモ少佐は「4人の殺害の責任者の捜査だ」と主張したが、実際にはオゴニ住民の殺害に関わっていたと証言されている。アムネスティ・インターナショナルは計画的なテロとしてこれを非難した。6月中旬までに、30の村が完全に破壊され、600人が拘留され、少なくとも40人が殺された。総計で約100,000人の国内避難民と約2,000人の民間人の死が記録された。アバチャは殺人教唆の罪で1995年11月10日サロ＝ウィワら9人を処刑した。
1996年1月4日にもオゴニ・デイの抗議行動が行われ、参加者の5,6名がボリで殺害された。

## 脚註
1. ↑  ケン・サロ＝ウィワ『ナイジェリアの獄中から』p.107, スリーエーネットワーク、1996年。